# 西方拉丁世界與東方希臘世界

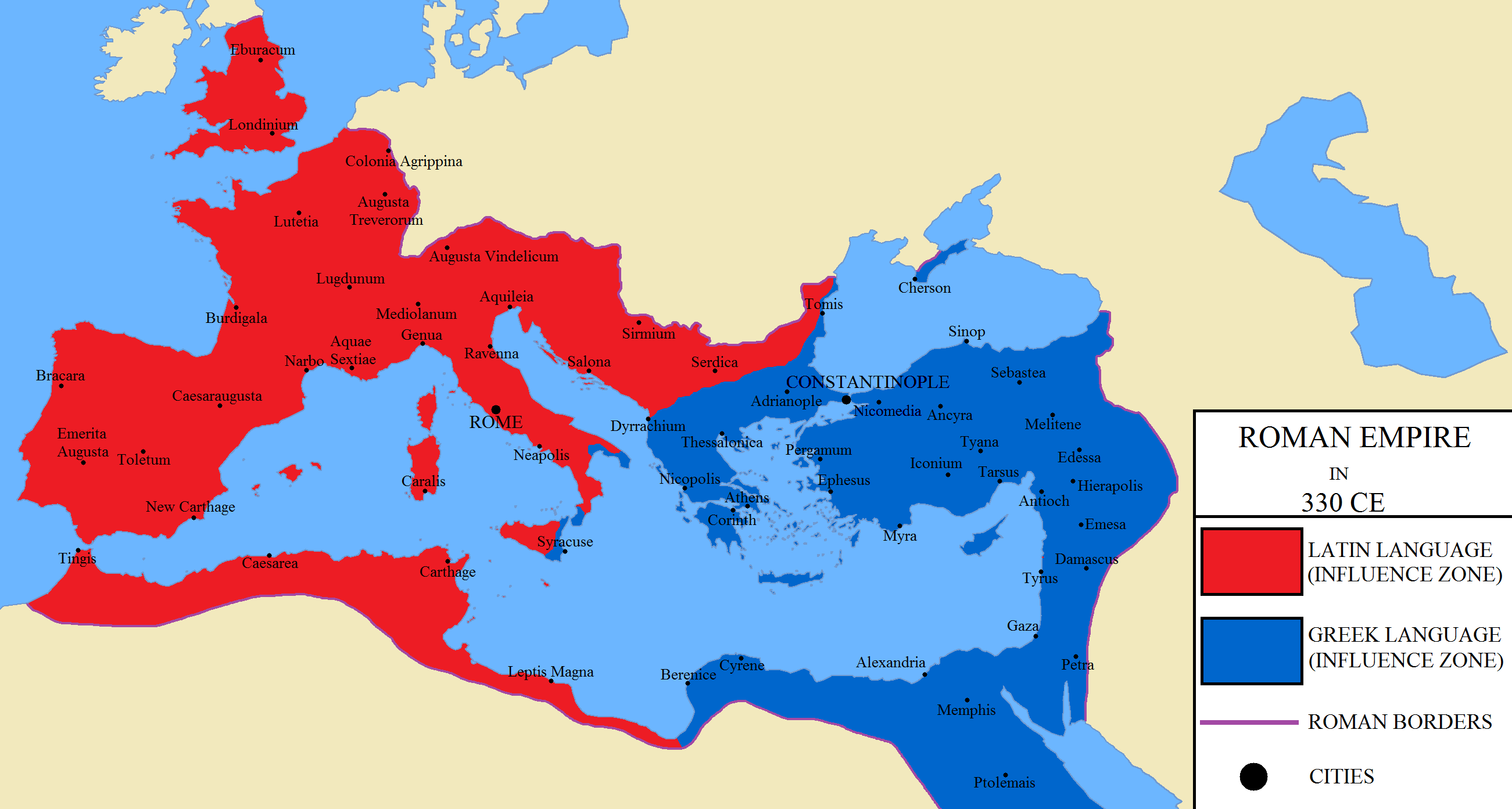
330年的羅馬帝國

西方拉丁世界與東方希臘世界（英語：Latin West and Greek East）是用於區分希臘-羅馬世界的兩個部分的術語，特別是羅馬帝國中希臘語為通用語的東部地區（安納托利亞、希臘、巴爾幹、黎凡特和埃及）和使用拉丁語的西部地區（馬格里布、中歐、高盧、西班牙、意大利和不列顛）。在古羅馬時代，拉丁語區和希臘語區之間一直存在差異和分歧。3世紀和5世紀之間帝國結構的行政變化促進了這種分歧，最終導致了帝國東半部和西半部兩個獨立行政機構的建立。
476年羅馬帝國西部淪陷後，西方拉丁世界與東方希臘世界這兩個詞適用於以前屬於帝國東部或西部的地區，也適用於淪陷的屬於希臘或拉丁文化之地區，雖然這些地區可能從未成為羅馬帝國的一部分。這一世界的劃分帶來了現代意義上的兩個對分。第一個是在歐洲發展起來的迦克頓基督教在西方基督教（包括於1517年分裂出來的新教）和東正教之間分裂。其次，歐洲人傳統上認為希臘-羅馬地中海世界（這一世界從西班牙延伸到敘利亞）存在東西方文化的巨大分裂。與羅曼人、日耳曼人、斯堪的納維亞人、匈牙利人、芬蘭人、波羅的人、凱爾特人、天主教斯拉夫人和歷史悠久的西方教會（在中歐和西歐）相關的文化傳統上被認為是「西方」的。這些文化在中世紀採用拉丁語作為他們的通用語言。與東羅馬帝國和俄羅斯帝國相關的文化（希臘人、東正教斯拉夫人、羅馬尼亞人、格魯吉亞人，以及在較小程度上色雷斯人和安納托利亞土耳其人、阿爾巴尼亞人和波斯尼亞人）傳統上被認為是「東方」的。這些文化在中世紀早期都使用希臘語或古教會斯拉夫語作為通用語言。